# Liste des personnalités du patinage artistique
Cette liste des personnalités du patinage artistique liste des champions, inventeurs de sauts, premiers à effectuer un saut en compétition et autres personnalités notables du patinage artistique.

## Champions olympiques
| Édition                     | Simple messieurs      | Simple dames      | Couples                                                       | Danse sur glace                         | Patinage par équipes |
| --------------------------- | --------------------- | ----------------- | ------------------------------------------------------------- | --------------------------------------- | --- |
| Londres 1908                | Ulrich Salchow        | Madge Syers       | Anna Hübler Heinrich Burger                                   |                                         | |
| Anvers 1920                 | Gillis Grafström      | Magda Julin       | Ludowika Jakobsson Walter Jakobsson                           |                                         | |
| Chamonix 1924               | Gillis Grafström      | Herma Szabó       | Helene Engelmann Alfred Berger                                |                                         | |
| Saint-Moritz 1928           | Gillis Grafström      | Sonja Henie       | Andrée Joly Pierre Brunet                                     |                                         | |
| Lake Placid 1932            | Karl Schäfer          | Sonja Henie       | Andrée Joly Pierre Brunet                                     |                                         | |
| Garmisch-Partenkirchen 1936 | Karl Schäfer          | Sonja Henie       | Maxi Herber Ernst Baier                                       |                                         | |
| Saint-Moritz 1948           | Dick Button           | Barbara Ann Scott | Micheline Lannoy Pierre Baugniet                              |                                         | |
| Oslo 1952                   | Dick Button           | Jeannette Altwegg | Ria Baran Paul Falk                                           |                                         | |
| Cortina d'Ampezzo 1956      | Hayes Alan Jenkins    | Tenley Albright   | Elisabeth Schwarz Kurt Oppelt                                 |                                         | |
| Squaw Valley 1960           | David Jenkins         | Carol Heiss       | Barbara Wagner Robert Paul                                    |                                         | |
| Innsbruck 1964              | Manfred Schnelldorfer | Sjoukje Dijkstra  | Ludmila Belousova Oleg Protopopov                             |                                         | |
| Grenoble 1968               | Wolfgang Schwarz      | Peggy Fleming     | Ludmila Belousova Oleg Protopopov                             |                                         | |
| Sapporo 1972                | Ondrej Nepela         | Beatrix Schuba    | Irina Rodnina Alexeï Oulanov                                  |                                         | |
| Innsbruck 1976              | John Curry            | Dorothy Hamill    | Irina Rodnina Aleksandr Zaïtsev                               | Lioudmila Pakhomova Aleksandr Gorchkov  | |
| Lake Placid 1980            | Robin Cousins         | Anett Pötzsch     | Irina Rodnina Aleksandr Zaïtsev                               | Natalia Linitchouk Guennadi Karponossov | |
| Sarajevo 1984               | Scott Hamilton        | Katarina Witt     | Ielena Valova Oleg Vassiliev                                  | Jayne Torvill Christopher Dean          | |
| Calgary 1988                | Brian Boitano         | Katarina Witt     | Ekaterina Gordeeva Sergueï Grinkov                            | Natalia Bestemianova Andreï Boukine     | |
| Albertville 1992            | Viktor Petrenko       | Kristi Yamaguchi  | Natalia Mishkutenok Artur Dmitriev                            | Marina Klimova Sergueï Ponomarenko      | |
| Lillehammer 1994            | Aleksey Urmanov       | Oksana Baiul      | Ekaterina Gordeeva Sergueï Grinkov                            | Oksana Grichtchouk Ievgueni Platov      | |
| Nagano 1998                 | Ilia Kulik            | Tara Lipinski     | Oksana Kazakova Artur Dmitriev                                | Oksana Grichtchouk Ievgueni Platov      | |
| Salt Lake City 2002         | Aleksey Yagudin       | Sarah Hughes      | Elena Berejnaïa Anton Sikharulidze Jamie Salé David Pelletier | Marina Anissina Gwendal Peizerat        | |
| Turin 2006                  | Evgeni Plushenko      | Shizuka Arakawa   | Tatiana Totmianina Maksim Marinin                             | Tatiana Navka Roman Kostomarov          | |
| Vancouver 2010              | Evan Lysacek          | Kim Yuna          | Shen Xue Zhao Hongbo                                          | Scott Moir Tessa Virtue                 | |
| Sotchi 2014                 | Yuzuru Hanyu          | Adelina Sotnikova | Tatiana Volosozhar Maksim Trankov                             | Meryl Davis Charlie White               | Ekaterina Bobrova Elena Ilinykh Nikita Katsalapov Fedor Klimov Ioulia Lipnitskaïa Evgeni Plushenko Dmitri Soloviev Ksenia Stolbova Maksim Trankov Tatiana Volosozhar |
| Pyeongchang 2018            | Yuzuru Hanyu          | Alina Zagitova    | Aljona Savchenko Bruno Massot                                 | Scott Moir Tessa Virtue                 | Patrick Chan Gabrielle Daleman Meagan Duhamel Scott Moir Kaetlyn Osmond Eric Radford Tessa Virtue                                                                    |

## Personnages notables en raison d'une figure
|                                | Premier homme à le faire en compétition | Première femme à le faire en compétition |
| ------------------------------ | --------------------------------------- | ---------------------------------------- |
| Salchow                        | Ulrich Salchow                          |                                          |
| Triple Salchow                 |                                         | Petra Burka                              |
| Quadruple Salchow              |                                         | Miki Andō                                |
| Axel                           | Axel Paulsen                            |                                          |
| Double axel                    | Dick Button                             |                                          |
| Pirouette sautée-allongée      | Dick Button                             |                                          |
| Lutz                           | Alois Lutz                              |                                          |
| Triple Lutz                    | Donald Jackson                          | Denise Biellmann                         |
| Flip                           | Bruce Mapes                             |                                          |
| Boucle                         | Werner Rittberger                       |                                          |
| Boucle piquée                  | Bruce Mapes                             |                                          |
| Double boucle                  | Karl Schäfer                            |                                          |
| Quadruple saut                 | Kurt Browning                           |                                          |
| Pirouette Mishkutenok/Dmitriev | Natalia Mishkutenok Artur Dmitriev      | Natalia Mishkutenok Artur Dmitriev       |

## Autres patineurs artistiques notables
- Tara Lipinski, première patineuse à réussir une combinaison triple-boucle triple-boucle en compétition, plus jeune championne du monde (14 ans), plus jeune championne olympique (15 ans)
- Lucinda Ruh, record du nombre de pirouettes consécutives sur un pied
- Elvis Stojko, premier patineur à réussir un quadruple/double boucle piqué en compétition, premier patineur à réussir un quadruple/triple boucle piqué en compétition